# قناص بغداد
قناص بغداد (كما اطلق عليه الجيش الاسلامي) أو جوبا(كما اطلقت القوات الامريكية عليه) وعزام العنزي(غير مؤكد)، قناص ومقاوم عراقي للاحتلال الأمريكي، صنف كعدو خطير للولايات المتحدة الأمريكية في العراق، وهو من الجيش الاسلامي.

## حياته
اسمه عزام العنزي وكنيته الحركية (أبو صالح) أصله من النخيب وفق مكتب المراجعة الإدارية لاحتجاز المقاتلين الأعداء، قناص تابع للجيش الإسلامي في العراق يستهدف قوات التحالف، ضابط قوات خاصة في الحرس الجمهوري من تشكيلات الجيش العراقي السابق وبقى اسمه مخفيا عن الإعلام إلى أن سرب من قبل المخابرات الروسية ونشرته مجلة دير شبيغل الألمانية وظهر ضمن سلسلة أفلام يقوم بإنتاجها الجيش الإسلامي في العراق تحت عنوان قناص بغداد، وأعلن أنه قتل 645 جندياً أمريكياً، كان آخر الأفلام الإصدار الثالث الذي تم إصداره في أوائل عام 2008، بالتزامن مع عيد الأضحى المبارك، ويبدو بأن هذا الفيلم سيكون نقلة نوعية في الإعلام المرئي للمجاهدين في العراق.
يلقب جنود التحالف قناص بغداد بكلمة جوبا، وهي كلمة ذات عدة معاني ترتبط كلها بالموت، ومن معاني هذه الكلمة رقصة زنجية ترمز إلى الموت.

## اصدارات قناص بغداد
اصدر الجيش الاسلامي في العراق 4 اصدارات بأسم قناص بغداد على مدار 4 سنوات (2005-2009)، تتضمن مقاطع لكاميرا مثبتة وعمليات قنص للجنود الامريكيين ينفذها قناص بغداد، اشتهرت هذه الافلام جدا، وكانت تبث في عيد الاضحى على الانترنت، وكانت تعرض ايضا على قناة الزوراء.

### الاصدار الاول
في تشرين الاول/أكتوبر 2005، ظهر تسجيل فيديو متداول في العراق باسم قناص بغداد، المع الذي انتجه الجيش الإسلامي في العراق يقوم بعرض عمليات قنص لجنود الاحتلال الامريكي في العراق من كاميرا مثبتة تصور الهدف الذي سيقنص، كان يعرض بين اللقطات اقتباسات لصحف وجنود وغيرهم... يتحدثون عن قناص بغداد،وعرض المقطع حصاد كتيبة القنص في الجيش الاسلامية للفترة ما بين(أكتوبر 2004-اكتوبر 2005) وكان:
- 143 جندي امريكي مقتول
- 5 ضباط امريكيين مقتول
- 6 قناص مقتول
- 54 جريح.

وكان مدة الاصدار 15:45دقيقة.

### الاصدار الثاني
صدر في 30 ديسمبر 2006 (في عيد الاضحى)، و كان موقع تصوير اصدار قناص بغداد الثاني في غرب بغداد يتضمن الفيديو:كاميرا مثبتة وعمليات قنص للجنود الامريكيين مع اناشيد بالخلفية، ويضهر الاصدار دخول قناص بغداد الى غرفة ويضع عدته وبندقيته من نوع (تبوك) ومسدسه ويبدأ بكتابة مدوناته، و يضهر لقاء مع (أمر كتيبة القناصين في بغداد) الذي يناقش عدة امور من ضمنها اثار الرعب الذي يتركها القناص في نفس العدو وغيرها، ويظهر الفيلم عدداً من القناصين أثناء تدريبهم على بنادق القنص، وينتهي الاصدار بالتنبيه ان قرص الاصدار يوزع مجانا، ويذكر حصاد كتيب القناصين للفترة مابين (أكتوبر 2005-سبتمبر 2006) هو:
- 634 جندي امريكي مقتول
- 206 جريح
- 23 ضباط امريكيين مقتولين
- 11 قناص مقتول

ومدة الاصدار 28:15دقيقة.

### الاصدار الثالث
صدر في 19 كانون الأول/ديسمبر من عام 2007 صدر الفيلم بعنوان (جوبا - قناص بغداد 3) على الإنترنت، ولوحظ بأن جودة الإنتاج والإخراج تحسنت كثيراً بالمقارنة مع الإصدارات السابقة من أفلام قناص بغداد. ويتوفر الفيلم الثالث بتسع لغات مختلفة، مما يدل على أن الجيش الإسلامي في العراق يسعى للوصول إلى الإعلام العالمي بهذا الفيلم، يبدأ الاصدار بعدد كبير من القناصين يتدربون في الصحراء وكان قناص بغداد هو من يدربهم،وضهر امر كتيبة القناصين مجدداً، وانتهى الاصدار برسالة من جوبا للقوات الامريكية باللغة الانجليزية، وطل الاصدار 21:24 دقيقة.

### الاصدار الرابع
هو إصدار جديد يتضمن قنص عدة جنود من الأمريكين يسقط منهم عدد كبير من القتلى والجرحى حيث وصلت الإحصاءات التقريبية إلى 240 قتيلا 30 منهم ضباطاً وعدد الجرحى 160 جريحاً.

## مقتله
أعلن الجيش الإسلامي في العراق وفاة قناص بغداد بعد أن اعتقلته القوات الأمريكية وعذبته في المعتقل حتى الموت دون أن تدرك انه هو قناص بغداد لكنه لم يكشف عن تاريخ وفاته أو صورته أو اسمه لإغاظة قوى الاحتلال الأمريكي.

## وصلات خارجية
- الجيش الاسلامي في العراق يقد الاصدار المميز (قناص بغداد... juba3) الجودة الاصلية 1080p على يوتيوب.